# Nicolas Slonimsky
Pour les articles homonymes, voir Slonimski.
Nicolas Slonimsky (en russe : Никола́й Леони́дович Сло́нимский, Nikolaï Leonidovitch Slonimski), né le 15 avril 1894 (27 avril dans le calendrier grégorien) à Saint-Pétersbourg, mort à Los Angeles le 25 décembre 1995, est un musicologue, chef d’orchestre, compositeur et écrivain américain d'origine russe.

## Biographie
Nicolas Slonimsky est né à Saint-Pétersbourg. Ses parents, d’origine juive, s’étaient convertis à la religion orthodoxe après la naissance de son frère ainé, Alexandre. Ils sont cinq enfants à atteindre l'âge adulte. Nicolas Slonimsky reçut ses premières leçons de piano de sa tante maternelle, Isabelle Vengerova.
Fuyant Saint-Pétersbourg pour Kiev après la révolution de 1917, Nicolas Slonimsky se rend aux États-Unis en 1923 grâce à Vladimir Rosing qui lui offrait un poste d’accompagnateur au sein du département d’Opéra récemment créé à l’Eastman School of Music de Rochester, New York. Il peut ainsi poursuivre ses études de composition et de direction d’orchestre. Il accompagne ainsi Vladimir Rosing dans de nombreux récitals de chant, dont une performance au Carnegie Hall en octobre 1924. Deux ans plus tard, Nicolas Slonimsky emménage à Boston pour devenir l’assistant de Serge Koussevitzky, alors à la tête du Boston Symphony Orchestra. En marge de ce poste, Nicolas Slonimsky enseigne la théorie de la musique au conservatoire de Boston et au Conservatoire Malkin. Ses premiers articles musicologiques paraissent à cette époque, pour le Boston Evening Transcript, The Christian Science Monitor et le magazine The Etude.
En 1927, Nicolas Slonimsky crée l’orchestre de chambre de Boston, pour lequel il obtient la participation de grands compositeurs contemporains. Nicolas Slonimsky devient ainsi un « champion » de la musique d’avant-garde du début du XXe siècle. Il dirige les créations d’œuvres comme Three Places in New England de Charles Ives, Ionisation et Ecuatorial d’Edgar Varèse.
En 1933, il est invité à prendre la direction du Los Angeles Symphony Orchestra dont les concerts étaient donnés au fameux Hollywood Bowl. La nouveauté des programmes qu'il propose, toujours en faveur de musiciens très modernes, américains ou européens, le fait renvoyer par le comité directeur au bout d'une saison seulement. Cette expérience douloureuse le conduit à « laisser le bâton pour la plume ». Ne pouvant plus diriger d'orchestre, il devient musicologue.
En 1958, Nicolas Slonimsky entreprend de superviser la réédition du Baker's Biographical Dictionary of Musicians de Theodore Baker et se passionne pour ce nouveau travail, en tant qu’éditeur en chef, jusqu’en 1992. Il écrit également un ouvrage de « synthèse d’actualités », Music Since 1900, rendant compte de tous les événements importants dans l’histoire de la musique contemporaine, un livre d'anecdotes musicales remarquables (Slonimsky's book of musical anecdotes) et le Lexique d'invectives musicales (Lexicon of musical invectives), compilation hilarante de « critiques négatives » attaquant des œuvres et des compositeurs devenus classiques, depuis Beethoven et Berlioz jusqu’à Anton Webern et Henry Cowell.
Son ouvrage le plus connu, et le plus important musicalement, est le Thesaurus de gammes et de progressions mélodiques, présentant, selon son auteur, « toutes les gammes possibles, et quelques-unes impossibles ». Cette compilation, ordonnée avec un soin mathématique, a influencé de nombreux musiciens de jazz et des compositeurs tels que Frank Zappa, John Coltrane, John Adams, le guitariste Buckethead, Jaco Pastorius et Allan Holdsworth.
Il est ainsi approché par le guitariste rock Frank Zappa, qui lui propose de participer à l’un de ses concerts avec une de ses compositions, concert qui a lieu à Santa Monica en 1981. C'est le début de leur amitié. Nicolas Slonimsky appelle son nouveau chat « Grody-to-the-Max », d’après une phrase inventée par la fille du musicien, Moon Zappa.
Dans les années 1970, Nicolas Slonimsky est fréquemment invité comme guest star dans le programme hebdomadaire d’Ara Guzelimian sur KUSC-FM, Los Angeles, où son humour décapant, son érudition et sa mémoire impeccable l’amènent à partager de fascinants souvenirs et anecdotes sur les grands compositeurs, les concerts de musique classique, la critique de concert et de nombreux autres sujets. L’un de ces shows est capté par des caméras de télévision de New York (WNET). Nicolas Slonimsky avait un talent de conteur et un sens de la répartie remarquables, entraînant le public lors de ses participations au Tonight Show de Johnny Carson, par exemple.
Son autobiographie, Perfect Pitch  (ISBN 0-1931-5155-3), écrite et publiée alors qu’il a 93 ans, est un trésor d’anecdotes concernant les grandes figures musicales qu’il a pu connaître, depuis son mentor, Serge Koussevitzky, à Charles Ives, Henry Cowell, Igor Stravinsky, Edgar Varèse, Frank Zappa et bien d’autres.
Nicolas Slonimsky meurt au centre médical de UCLA, à 101 ans, le jour de Noël 1995.

## Œuvres
- Thesaurus de gammes et de progressions mélodiques (Thesaurus of scales and mélodic patterns,  (ISBN 0-8256-1449-X)
- Lexique d'invectives musicales (Lexicon of Musical Invective,  (ISBN 978-0-393-32009-1)
- Recueil d'anecdotes musicales (Slonimsky's Book of Musical Anecdotes,  (ISBN 0-415-93938-0)
- Perfect Pitch, autobiographie  (ISBN 0-19-315155-3)

## Contribution musicologique: leGrossmutterakkord
Dans son Thesaurus de gammes et de progressions mélodiques, Slonimsky établit qu’il existe plus d'un seul et unique accord comprenant à la fois les douze tons et les onze intervalles de la gamme tempérée sans répétition, comme on le croyait alors. Un tel accord avait été envisagé par Berg dans un article « What is atonality », sous le nom de Mutterakkord (« Accord-mère »).[citation nécessaire] Slonimsky découvre un procédé, proche de l'algorithme, permettant de réaliser d'autres accords de ce genre, ce qui le conduit à proposer enfin un accord complet :
- comprenant à la fois les douze tons de la gamme chromatique dans le système tempéré
- comprenant les onze intervalles de cette gamme, de manière symétriquement renversable d’où le nom proposé par Slonimsky en 1938 : « Accord-grand-mère ».

Ce travail intéressa les compositeurs d’avant-garde, chacun selon son tempérament. Ernst Křenek se passionna pour la découverte d’un tel accord. Paul Hindemith souhaita « une longue et nombreuse postérité » à cette grand-mère de l’harmonie musicale. Serge Prokofiev répondit à Slonimsky, pince-sans-rire, « Au diable la grand-mère ! Faisons de la musique ! »
Arnold Schoenberg salua l'ensemble du Thesaurus de gammes et de progressions mélodiques comme un « remarquable exercice de gymnastique intellectuelle », mais, ajoutait-il, « je suis un compositeur, et en tant que tel je dois suivre mon inspiration » – ce que Slonimsky interprétait de manière positive.
Le musicien de jazz John Coltrane était, selon Quincy Jones, obsédé par les travaux de Slonimsky.

## Hommages
Ionisation d'Edgar Varèse est dédié « au premier ionisateur, Nicolas Slonimsky ».
John Adams a composé une pièce intitulée Slonimsky's Earbox pour saluer, selon ses propres termes, l'esprit alerte et vif de Nicolas Slonimsky autant que son engagement pour la musique de son temps.

### Ouvrages de Nicolas Slonimsky
- (en) Nicolas Slonimsky, Lexicon of musical invective, New York, W.W. Norton & Company, 2000 (1re éd. 1953), 325 p. (ISBN 978-0-393-32009-1)
- (en) Nicolas Slonimsky, Slonimsky's Book of Musical Anecdotes, New York, Routledge, 2002 (1re éd. 1948), 305 p. (ISBN 0-415-93938-0, lire en ligne)
- (en) Nicolas Slonimsky, Perfect Pitch : A Life Story, New York, Oxford University Press, 1988, 263 p. (ISBN 0-19-315155-3).

### Monographies
- (en) Vivian Perlis, Charles Ives Remembered : An Oral History, New Haven, Yale University Press, 1974, 237 p. (ISBN 0-252-07078-X, lire en ligne)
- Odile Vivier, Varèse, Paris, Seuil, coll. « solfèges », 1987, 192 p. (ISBN 2-02-000254-X)